# Mon (emblema)
I mon (紋?), o monshō (紋章?), mondokoro (紋所?), e kamon (家紋?), sono gli emblemi giapponesi usati per decorare e identificare un individuo o una famiglia (soprattutto i kamon e i mondokoro), simili agli stemmi dell'araldica europea.
Essi vengono utilizzati inizialmente dai clan di samurai per distinguersi e riconoscersi più facilmente sul campo di battaglia. Si tratta generalmente di disegni stilizzati inseriti all'interno di una forma geometrica. Il loro impiego risale al periodo Kamakura. Durante il Periodo Edo, solo i daimyō avevano il diritto di possederne due. Dall'inizio del periodo Meiji, il loro utilizzo si diffonde anche tra il popolo.

## Storia
I kamon giapponesi – emblemi/stemmi di famiglia – indicavano il lignaggio, la parentela o la posizione sociale di chi li esibiva. Si ritiene siano nati in periodo Nara (710-784) o Heian (794-1185) quando era abitudine applicare esternamente emblemi di famiglia sui carri che trasportavano i nobili. Questi elementi, che si ispiravano ad antichi simboli cinesi, erano altresì utilizzati all'epoca per decorare stoffe e tessuti preziosi della classe aristocratica, ma non si può parlare ancora ufficialmente di veri e propri stemmi familiari.
Sarà invece a partire dal periodo seguente – periodo Kamakura (1185-1333) e Muromachi-Momoyama (1333-1603) – che armature, bandiere e stendardi militari verranno decorati con kamon sia con lo scopo funzionale di riconoscere alleati e nemici sui campi di battaglia durante gli scontri, ma anche come segno di servizio distintivo. Spesso paragonati ai blasoni della cavalleria europea, in realtà ne differivano molto, dal momento che non avevano il valore di stemmi gentilizi, anche perché nell'antico Giappone – salvo rare eccezioni – non esistevano propriamente i cognomi.
Fu poi a partire dal XVII secolo – periodo Edo (1603-1868) – che i kamon assunsero gradualmente una funzione più decorativa, a detrimento della loro funzione di simbolo autoritario. Non solo il Paese entrò in un lungo periodo di pace che ne vanificò, quindi, parzialmente, l'utilizzo sui campi di battaglia, ma anche perché mercanti e commercianti assunsero via via un proprio kamon, andando così a diffondere il loro impiego anche presso altre classi sociali. Dai duecento prototipi di motivi kamon, appartenenti alle classi nobili e samurai, si arrivò ad averne più di 7-8.000, declinati in varie forme e stili. Basti pensare, a titolo di esempio, che il fiore di pruno – molto caro alla tradizione nipponica – arrivò ad avere ben novanta varianti come kamon. L'utilizzo di alcuni emblemi, tuttavia, fu delimitato ai membri di determinate famiglie nobili o di samurai, come per esempio il fiore di malvone presente sui kamon della famiglia Tokugawa – gli shōgun del periodo Edo.
Verso la metà del XVIII secolo, infatti, venne creato una sorta di registro ufficiale nazionale in cui, annualmente, erano riportati ed aggiornati, i disegni degli emblemi e i nomi familiari ad essi associati. Durante questo lungo e contraddittorio periodo storico e culturale – il periodo Edo – mercanti, attori del teatro kabuki e cortigiane del "mondo fluttuante" cittadino di Edo (l'antica Tōkyō), Ōsaka e Kyōto usarono altresì i kamon con funzioni di logo personali – una sorta di marchi commerciali – per sponsorizzare le proprie professioni. Ma la ricchezza numerica e funzionale dei kamon, si rifletterà altresì su svariate tipologie di emblemi con lo stesso motivo, ma usate in occasioni più o meno pubbliche, più o meno formali.

## Simboli
Il mon sarebbero nati come modelli cuciti sugli abiti o per distinguere una leadership in uno specifico clan od organizzazione. Dal XII secolo, fonti danno una chiara indicazione di come furono adottati come distintivi, soprattutto in battaglia. Si trovavano anche su bandiere ed equipaggiamenti.
Le regole che stabilivano la scelta del mon erano alquanto limitate, sebbene la sua selezione fosse generalmente determinata da norme sociali. Era considerato inappropriato usare un mon che veniva già utilizzato da qualcun altro, e soprattutto offensivo usare un mon già in uso da persone di alto rango. Quando dei mon entravano in conflitto, le persone di rango inferiore spesso cambiavano il proprio per evitare di provocare l'ira degli appartenenti ai ceti più alti. I mon dei clan più prestigiosi del Giappone, come la malvarosa dei Tokugawa e il crisantemo dell'Imperatore godevano di protezione legale contro l'uso improprio. Occasionalmente, i capi dei clan concedevano l'uso del loro mon ai propri vassalli in segno di ricompensa. Analogamente alla concessione del cognome del signore, era considerato un grande onore.

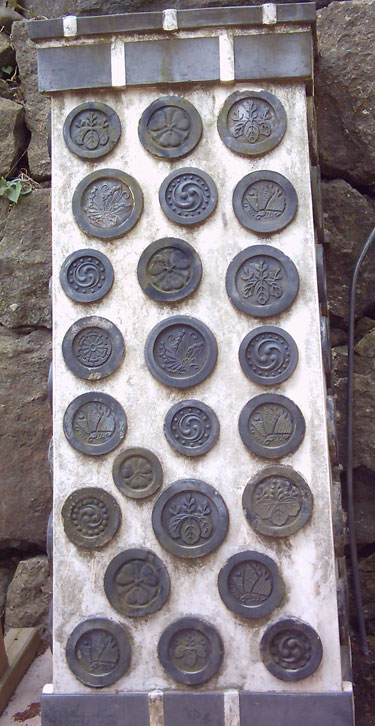
Vari kamon in mostra al Castello Himeji

Non ci sono regole nella scelta del simbolo del mon. La maggior parte consistono in cerchi che racchiudono piante, fiori, animali, entità naturali, celestiali o artificiali, tutti rappresentati astrattamente. Comunemente usati erano anche simboli religiosi, forme geometriche e kanji.
Simili agli stemmi dell'araldica europea, ai mon viene attribuito il nome di ciò che rappresentano, anche se non esistono regole in tal senso. Contrariamente agli stemmi europei, tuttavia, i nomi non servono ad identificare i mon ma solo a descriverli.
L'araldica giapponese non ha un sistema di brisura, ma non è raro che un ramo cadetto di una famiglia decida di utilizzare un mon leggermente diverso da quello della famiglia di origine. Ogni famiglia principesca Shinnōke, per esempio, usava come mon un crisantemo leggermente modificato. Chiunque avesse un mon lo poteva combinare con quello del proprio signore, benefattore o sposo, talvolta creando simboli ancora più complicati.
I mon sono essenzialmente monocromatici. Il colore non ne è parte integrante e i simboli possono essere disegnati in qualunque tonalità.

## Uso moderno
Praticamente tutte le famiglie giapponesi hanno un mon. In occasioni in cui l'uso mon è necessario, l'interessato può cercare quello della propria famiglia nei registri del tempio della città di origine o consultare una delle molte pubblicazioni disponibili in materia genealogica, anche online.
È possibile vedere dei mon disegnati in negozi che si occupano delle arti e dei costumi tradizionali giapponesi. In particolare vengono utilizzati dai ristoranti di sushi, che incorporano i mon nei propri loghi.
I mon aggiungono un tocco di formalità e ricercatezza ai kimono, ad esempio. Un kimono può avere uno, tre o cinque mon. Gli stessi mon possono essere formali o informali, a seconda dell'occasione d'uso dell'indumento. Kimono molto formali hanno più mon, in modo tale da farli risaltare. Nei capi di abbigliamento delle classi dirigenti, i mon si possono trovare ai lati del petto, su entrambe le maniche e nel centro della parte dietro. Sull'armatura di un guerriero, poteva trovarsi sul kabuto (l'elmo), sul dō (il busto) e sugli stendardi. I mon inoltre adornano scrigni, tende, ventagli e altri oggetti importanti.
Come in passato, i mon moderni non sono protetti dalla legge, ad eccezione del sigillo imperiale giapponese, il celebre Crisantemo Imperiale, che funge anche come emblema nazionale, e la paulownia, che è il mon del Primo Ministro e l'emblema del governo.

## Galleria d'immagini

Goshichi no kiri
Yamaguchi gumi
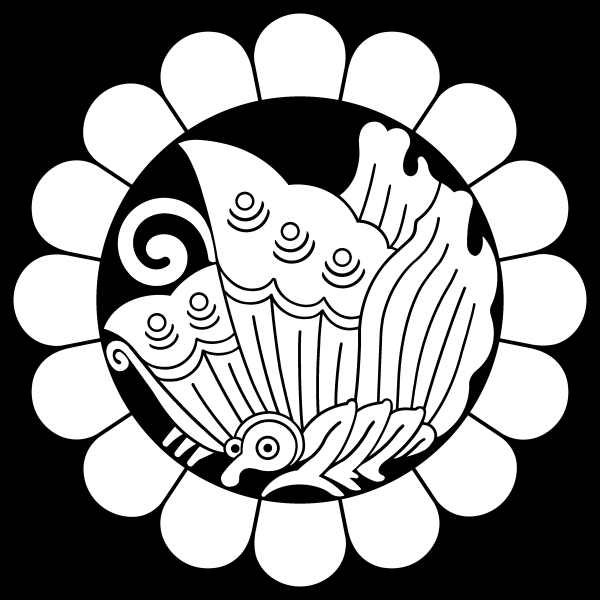
Kiyobu Chō
Chigai Bishi
Daki Myōga
Gion Mamori
Gomaisasa
Janome Shichiyo
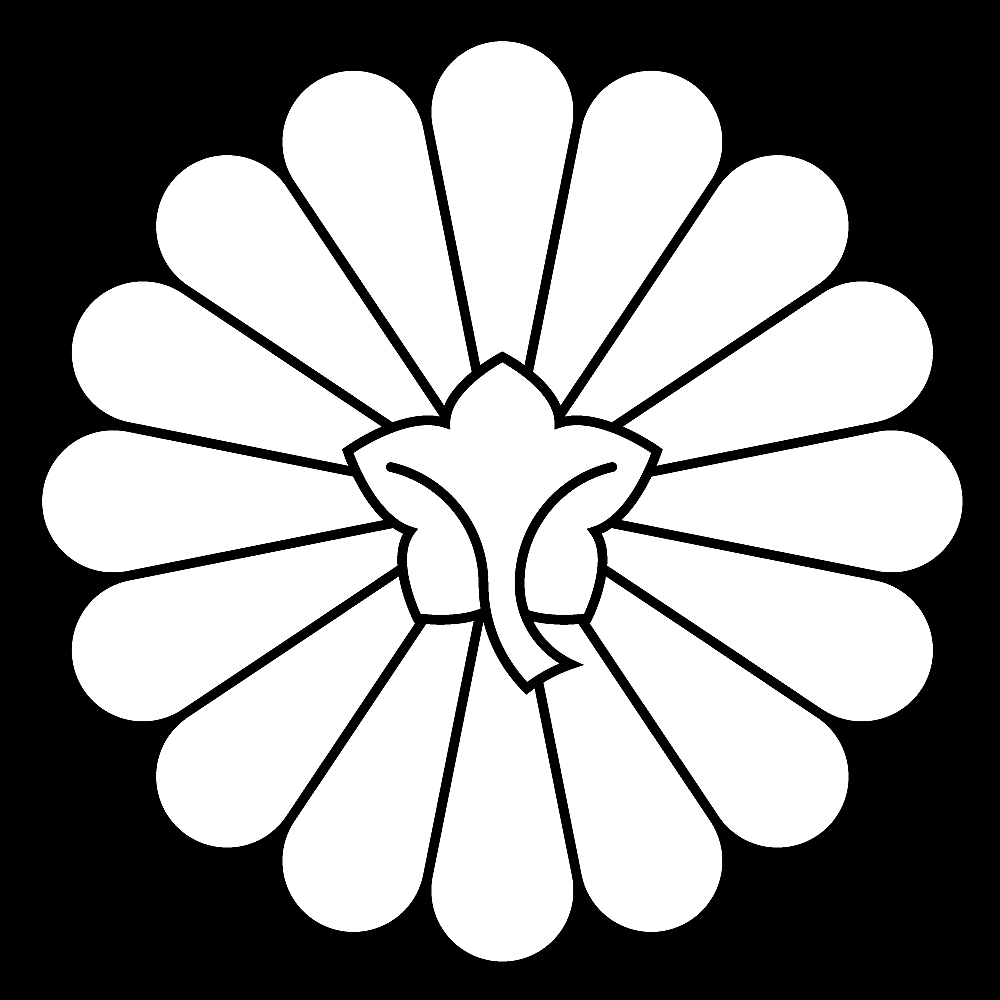
Jūroku Uragiku
Kuginuki
Maruni Chigai Takanoha
Maruni Mitsu Aoi (Mitsuba aoi)
Maruni Hidari Sangaimatsu
Maruni Sumitate Yotsumeyui
Marunouchi Mitsuhikiryō
Mitsu uroko
Mitsugumi Tachibana
Mitsu Irekomasu
Musubi Mitsugashiwa
Nakagawake Kurusu
Sasarindō
Sumikirikakuni Hanakaku
Tachi Omodaka
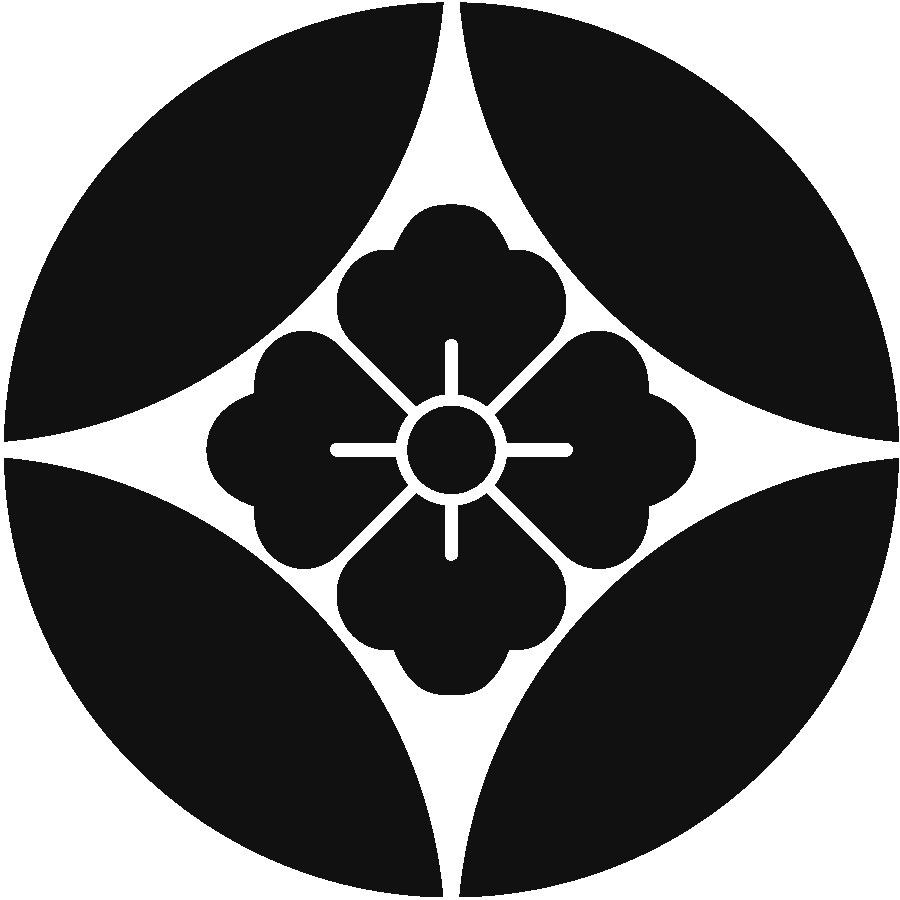
Hana Wachigai
Yotsu Hanabishi
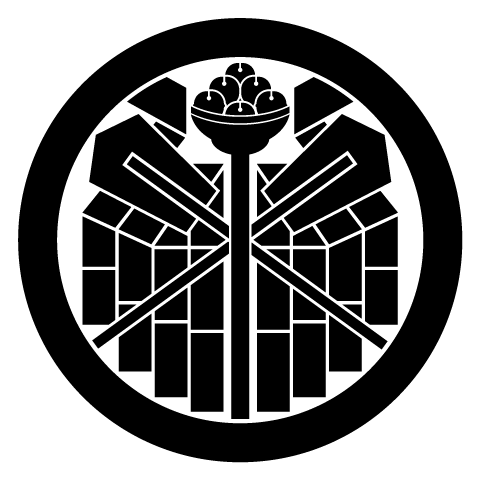
Suzugohei